# HS3ST5
HS3ST5 (англ. Heparan sulfate-glucosamine 3-sulfotransferase 5) – білок, який кодується однойменним геном, розташованим у людей на 6-й хромосомі. Довжина поліпептидного ланцюга білка становить 346 амінокислот, а молекулярна маса — 40 408.
| 10         |  | 20         |  | 30         |  | 40         |  | 50         |
| ---------- |  | ---------- |  | ---------- |  | ---------- |  | ---------- |
| MLFKQQAWLR |  | QKLLVLGSLA |  | VGSLLYLVAR |  | VGSLDRLQPI |  | CPIEGRLGGA |
| RTQAEFPLRA |  | LQFKRGLLHE |  | FRKGNASKEQ |  | VRLHDLVQQL |  | PKAIIIGVRK |
| GGTRALLEML |  | NLHPAVVKAS |  | QEIHFFDNDE |  | NYGKGIEWYR |  | KKMPFSYPQQ |
| ITIEKSPAYF |  | ITEEVPERIY |  | KMNSSIKLLI |  | IVREPTTRAI |  | SDYTQVLEGK |
| ERKNKTYYKF |  | EKLAIDPNTC |  | EVNTKYKAVR |  | TSIYTKHLER |  | WLKYFPIEQF |
| HVVDGDRLIT |  | EPLPELQLVE |  | KFLNLPPRIS |  | QYNLYFNATR |  | GFYCLRFNII |
| FNKCLAGSKG |  | RIHPEVDPSV |  | ITKLRKFFHP |  | FNQKFYQITG |  | RTLNWP     |

A: Аланін

C: Цистеїн

D: Аспарагінова кислота

E: Глутамінова кислота

F: Фенілаланін

G: Гліцин

H: Гістидин

I: Ізолейцин

K: Лізин

L: Лейцин

M: Метіонін

N: Аспарагін

P: Пролін

Q: Глутамін

R: Аргінін

S: Серин

T: Треонін

V: Валін

W: Триптофан

Кодований геном білок за функцією належить до трансфераз. 
Локалізований у мембрані, апараті гольджі.